# Satoshi Takeishi
Satoshi Takeishi (jap. 武石 さとし, Takeishi Satoshi, * 6. Februar 1962 in Mito) ist ein japanischer Jazz-Musiker (Schlagzeug, Perkussion) und Arrangeur.

## Leben und Wirken
Takeishi studierte Musik am Berklee College of Music in Boston und begann in dieser Zeit, sich mit lateinamerikanischer Musik zu beschäftigen. In Kolumbien entstand mit Francisco Zumaqué das Album Macumbia. 1986 kehrte er in die Vereinigten Staaten zurück und lebte zunächst in Miami, wo er als Arrangeur tätig war. 1987 wirkte er an der Produktion des Albums Morning Ride von Néstor Torres mit. In den folgenden Jahren beschäftigte er sich mit der Musik des Mittleren Osten und studierte bei Joe Zeytoonian. Ab 1991 lebte er in New York und arbeitete als Musiker u. a. mit Ray Barretto, Patato Valdés, Eliane Elias, Marc Johnson, Eddie Gomez, Randy Brecker, Dave Liebman, Anthony Braxton, Mark Murphy, Herbie Mann, Paul Winter, Hector Martignon, Rabih Abou-Khalil, Toshiko Akiyoshi, Erik Friedlander, Sam Newsome, Ben Stapp, Erika Dagnino, Leslie Pintchik und Pablo Ziegler. In Europa war er Mitglied von Hans Tammens Third Eye Orchestra. Zu hören ist er auch auf Joe Daleys Album The Seven Deadly Sins (2010).
Satoshi Takeishi ist der Bruder des E-Bassisten Stomu Takeishi.

## Diskographische Hinweise
- Erik Friedlander: Topaz (1998)
- Satoshi Takeishi: Take Dake (2004)
- Anthony Braxton: Quintet (London) 2004 – Live at the Royal Festival Hall (Leo Records, 2005)
- Theo Bleckmann & Ben Monder: At Night (Songlines Recordings, 2007)
- John Hébert: Byzantine Monkey (Firehouse 12 Records, 2009)
- Michaël Attias: Renku In Coimbra (Clean Feed Records, 2009)
- Curtis Hasselbring: Number Stations (Cuneiform Records, 2012)
- Joshua Redman & Brooklyn Rider: Sun on Sand (Nonesuch Records, 2019)
- Rez Abbasi/Josh Feinberg: Charm (2023), mit Jennifer Vincent, Satoshi Takeishi